# 天主教尼亞美總教區
天主教尼亞美總教區（拉丁語：Archidioecesis Niameyensis）是尼日爾一個羅馬天主教教省總教區，位於首都尼亞美，下轄一個教區。是該國唯一一個總教區。
1942年4月28日設達尼亞美宗座監牧區，1961年3月21日升為教區。2007年6月25日升為總教區。
總教區範圍包括蒂拉貝里省和多索省。2004年有教友15,000人（佔轄區總人口0.3%）、十個堂區、廿九名司鐸。現任教區總主教蒂加爾瓦納·洛朗·隆波更是該國第一位國籍主教。